# Сан Касијано (Лука)
Сан Касијано је насеље у Италији у округу Лука, региону Тоскана.
Према процени из 2011. у насељу је живело 289 становника. Насеље се налази на надморској висини од 551 м.